# Cesarska Ves
Cesarska Ves is een plaats in de gemeente Klanjec in de Kroatische provincie Krapina-Zagorje. De plaats telt 15 inwoners (2001).